# 费尔南·冈萨雷斯 (卡斯蒂利亚)

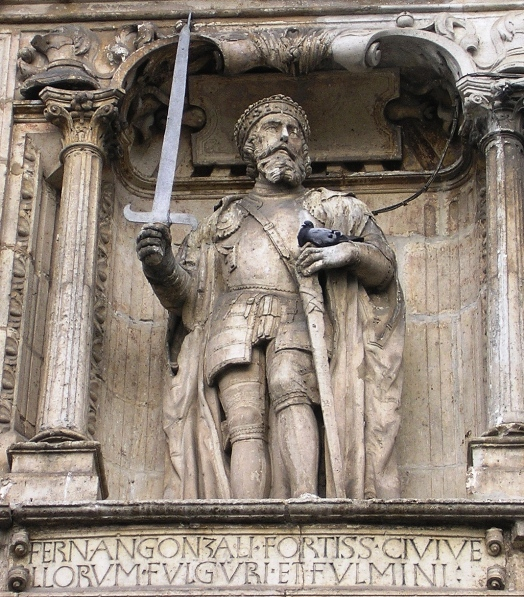
矗立在布爾戈斯聖瑪麗亞城門的雕像。

费尔南·冈萨雷斯（西班牙语：Fernán González，—970年）是第一個獨立的卡斯蒂利亚伯爵，布爾戈斯的冈萨罗·费尔南德斯的兒子，900年左右，他已被任命為阿爾蘭薩與杜羅伯爵，根據傳說，他是一個半傳說中的審判官努尼欧·拉述拉的後裔。根據伊比利亞穆斯林學士記載的Ibn Māma Duna（莫內阿東娜的後代），說明莫内阿东娜·拉米雷斯是後來諸位卡斯蒂利亚伯爵的祖先，而卡斯蒂利亚伯爵更說她是费尔南·冈萨雷斯的母親。
费尔南·冈萨雷斯是一位伊比利亚的富有傳奇色彩的人物，統治半自主卡斯蒂利亚的王朝的建立者，並且是使卡斯蒂利亚成為獨立王國的奠基人。在930年，费尔南的名子與伯爵的頭銜一同出現在東部的萊昂王國行政組織之內。  
他在勞拉的城堡成長，並在他的叔叔努尼欧·费尔南德斯被俘擄而死亡之後，繼承他父親的頭銜。
在931年，费尔南聚集了一支來自布爾戈斯、阿斯圖里亞斯、聖地亞那、蘭塔倫、阿拉瓦、卡斯蒂利亚與勞拉的士兵所組成的強大軍事勁旅。他軍隊的英勇突顯在939年的西曼卡斯戰役以及在塞普爾維達，他從摩爾人的手中奪取該地區，並在那裡遷入移民。由於他的權力增加，他的從萊昂獨立性也增強了。在這期間他與桑查結婚，潘普洛納國王加西亚·桑切斯一世的姐妹。桑查是潘普洛納的桑乔一世和托达的女兒。  

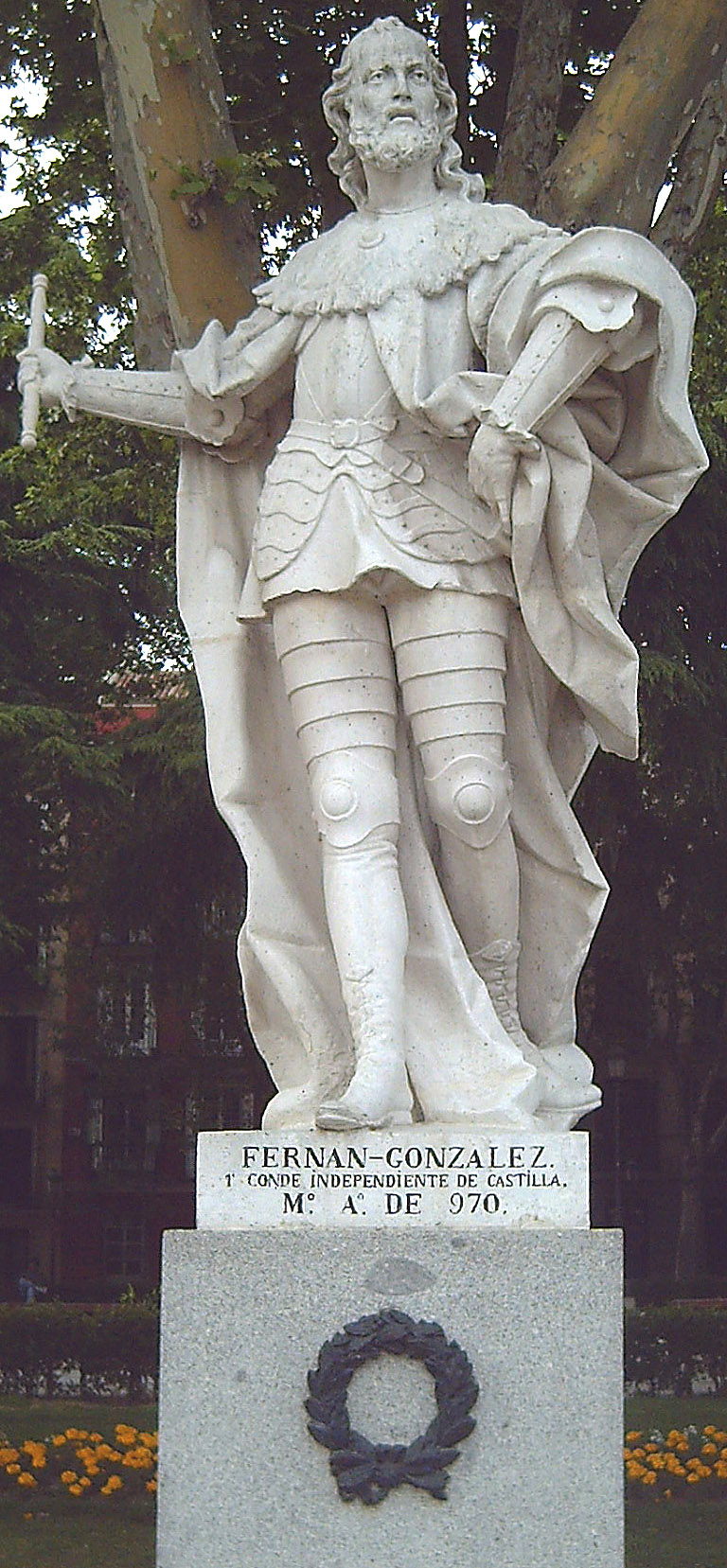
在馬德里的雕像。

在與萊昂的拉米罗二世並肩對抗阿拉伯人，以及西曼卡斯戰役跟穆斯林的撤退之後，费尔南對於萊昂國王將他的軍隊分散發配到邊疆城市感到不滿，並發動叛亂反抗他。然而他被擊潰了而且在944年被囚禁，直到3年後他與他的宗主和解，他將他的女兒乌拉卡許配給國王的兒子奧多尼奧，後來的國王奥多尼奥三世。

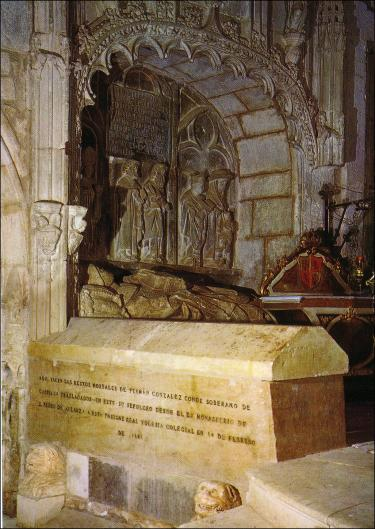
位於西班牙科瓦鲁比亚斯的陵寢，棺蓋是19世紀做的，而棺材則來自5世紀。

儘管雙方是聯盟的的狀態，费尔南與萊昂間的分歧和嫌隙是逐漸增長的。後來他幫助桑乔一世對抗他的哥哥奧多尼奧三世，然後幫助奥多尼奥四世，阿方索四世的兒子，對抗桑喬。
隨著951年拉米罗二世的去世，萊昂王國經歷了王朝危機，讓费尔南展現出他的優勢。
起初费尔南應桑喬一世的要求支持他對抗他的哥哥奧多尼奧三世，但當桑喬失敗後，费尔南被迫承認奧多尼奧為國王。奧多尼奧三世的早逝給了费尔南有了恢復行動的能力，然而他放棄他的老盟友桑喬，轉而支持他的敵人奧多尼奧四世。在960年他因為潘普洛納的介入而被打敗了，他被潘普洛納國王加西亞俘虜，在達成幾次的領土割讓後，他才恢復了自由。隨著萊昂王國的衰弱和內亂的爆發，费尔南慢慢地穩固他卡斯蒂利亚伯爵獨立性的合法地位。
在他去世後，伯國交給了他的兒子加西亚·费尔南德斯。他的遺體被埋葬在阿爾蘭薩的聖佩德羅修道院。
他的生平和事蹟被記錄在一個匿名詩人的史詩中，费尔南·冈萨雷斯之歌， 完成在1250年到1271年之間，現存一份15世紀的部份殘缺複製品被保存下來。

## 子女
與潘普洛納的桑查，他有下列的子女：
- 岡薩羅，他娶了弗羅妮莉·戈麥斯，被認為是狄亚哥·罗德里格斯·波瑟罗斯伯爵的孫女。
- 桑喬，名字來自他父系的祖父。
- 姆尼歐。
- 加西亚，他的繼任者。
- 乌拉卡，兩次的萊昂皇后，以及後來的潘普洛納皇后。
- 莫内阿东娜，戈麥斯·狄亞茲的妻子，薩爾達尼亞伯爵，來自強大的貝尼·戈麥斯家族。

| 费尔南·冈萨雷斯 (卡斯蒂利亚) 馬馬杜那家族出生于：約910年逝世於：970年 | 费尔南·冈萨雷斯 (卡斯蒂利亚) 馬馬杜那家族出生于：約910年逝世於：970年 | 费尔南·冈萨雷斯 (卡斯蒂利亚) 馬馬杜那家族出生于：約910年逝世於：970年 |
| --------------------------------------------------------------------- | --------------------------------------------------------------------- | --------------------------------------------------------------------- |
| 前任者： 古提爾·努涅斯                                                | 卡斯蒂利亞與布爾戈斯伯爵 923年–970年                                  | 繼任者： 加西亚·费尔南德斯                                            |
| 前任者： 阿瓦羅·埃爾拉梅利斯                                          | 阿拉瓦伯爵 931年–970年                                                | 繼任者： 加西亚·费尔南德斯                                            |
| 前任者： 阿瓦羅·埃爾拉梅利斯                                          | 塞雷佐與蘭塔倫伯爵 931年–970年                                        | 繼任者： 加西亚·费尔南德斯                                            |